# Kamen, Dobrici
Kamen (în bulgară Камен, în română Seidali) este un sat în comuna Dobricika, regiunea Dobrici, Dobrogea de Sud, Bulgaria. 
Între anii 1913-1940 a făcut parte din plasa Ezibei a județului Caliacra, România.

## Demografie
Componența etnică a satului Kamen
     Turci (42,2%)
     Bulgari (24,02%)
     Romi (33,11%)
     Nicio identificare (0,64%)
La recensământul din 2011, populația satului Kamen era de 154 locuitori. Nu există o etnie majoritară, locuitorii fiind turci (42,2%), romi (33,11%) și bulgari (24,02%). Pentru 0,64% din locuitori nu este cunoscută apartenența etnică.